# Балтійський флот ВМФ СРСР

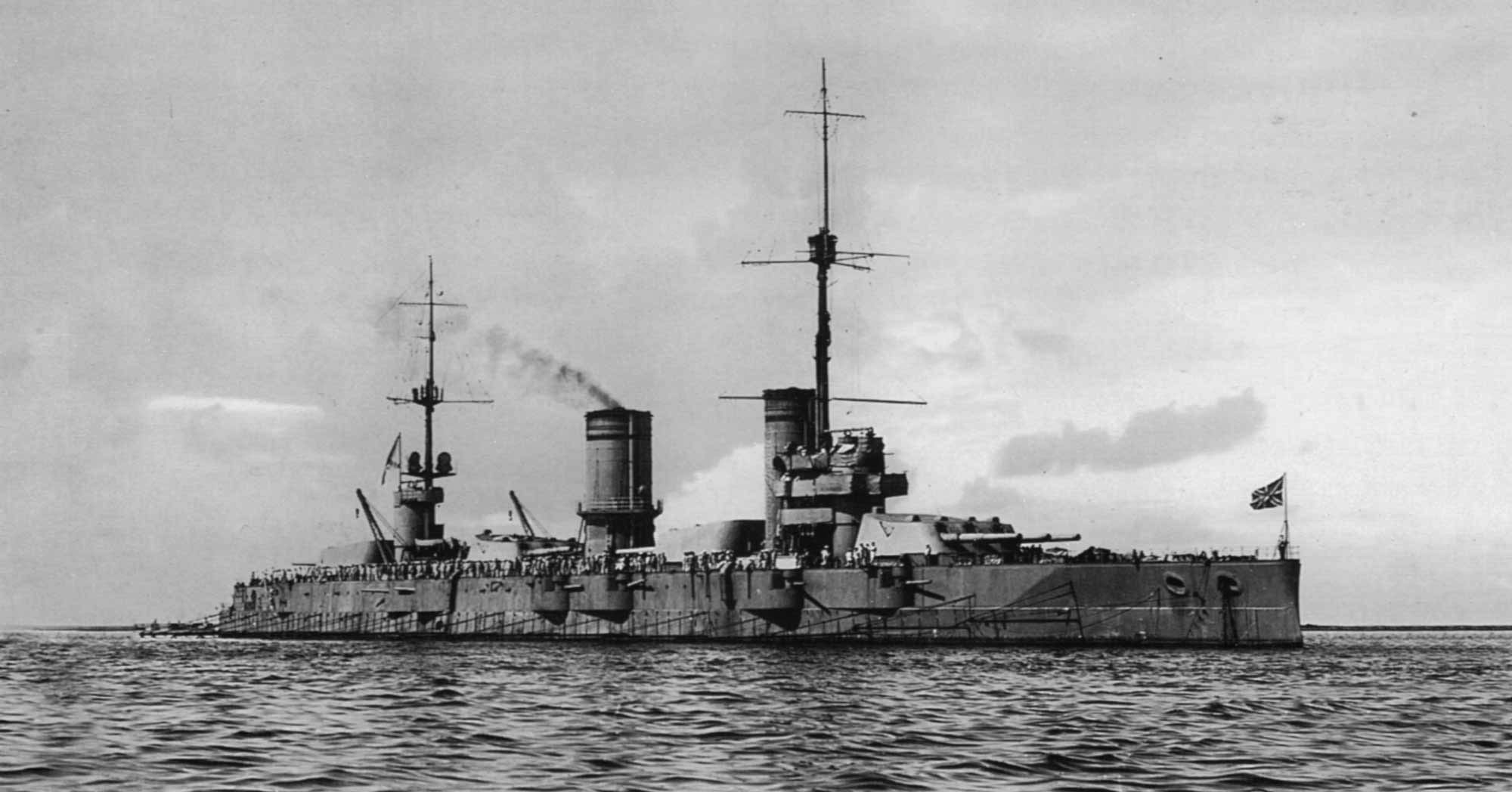
Лінійний корабель «Жовтнева Революція» Балтійського флоту СРСР

Балті́йський флот — оперативно-стратегічне об'єднання ВМФ у Збройних силах СРСР під час Німецько-радянської війни та післявоєнний час в акваторії Балтійського моря.
Штаб-квартира флоту у м. Калінінград.
Основні пункти базування — Балтійськ (Калінінградська область) і Кронштадт (С-Петербург). У своєму складі має дивізію надводних кораблів, бригаду дизельних підводних човнів, з'єднання допоміжних, навчальних і пошуково-рятувальних судів, ВПС флоту, берегові війська, частини тилового, технічного і спеціального забезпечення.

## Керівники Центробалту
- 7.12.1917 — 10.03.1918 — Ружек Олександр Антонович (контрадмірал до 16.12.1917)
- 12.03.1918 — 20.03.1918 — Розвозов Олександр Володимирович (контрадмірал до 16.12.1917)

## Начальники морських сил Балтійського моря
- 20.03.1918 — 27.05.1918 — Щастний Олексій Михайлович
- 27.05.1918 — 18.01.1919 — Зарубаєв Сергій Валеріянович
- 18.01.1919 — 08.07.1920 — Зеленой Олександр Павлович
- 08.07.1920 — 27.01.1921 — Раскольников Федір Федорович
- 28.01.1921 — 05.03.1921 — тво. Кукель Володимир Андрійович
- 05.03. 1921 — 04.05.1921 — Кожанов Іван Кузьмич
- 04.05. 1921 — травень 1924 — Вікторов Михайло Володимирович
- травень 1924 — квітень 1926 — Векман Олександр Карлович
- квітень 1926 — березень 1932 — Вікторов Михайло Володимирович
- березень 1932 — 11.01.1935 — Галлер Лев Михайлович

## Командувачі Балтійського флоту
- січень 1935 — січень 1937 — флагман флоту 2-го рангу Галлер Лев Михайлович
- січень — серпень 1937 — флагман 1-го Сивков Олександр Кузьмич
- серпень 1937 — січень 1938 — флагман 1-го рангу Ісаков Іван Степанович
- січень 1938 — квітень 1939 — флагман 2-го рангу Левченко Гордій Іванович
- квітень 1939 — лютий 1946 — адмірал Трибуц Володимир Пилипович

## Командувачі 4-го військово-морського флоту на Балтиці
- лютий 1946 — березень 1947 — адмірал Левченко Гордій Іванович
- березень 1947 — серпень 1952 — адмірал Андрєєв Володимир Олександрович
- серпень 1952 — грудень 1955 — адмірал Головко Арсеній Григорович

## Командувачі 8-го військово-морського флоту на Балтиці
- лютий 1946 — травень 1947 — адмірал Трибуц Володимир Пилипович
- травень 1947 — лютий 1950 — віцеадмірал Зозуля Федір Володимирович
- лютий 1950 — грудень 1954 — адмірал Харламов Микола Михайлович
- грудень 1954 — грудень 1955 — адмірал Касатонов Володимир Опанасович

## Командувачі Балтійського флоту
- січень — листопад 1956 — адмірал Головко Арсеній Григорович
- листопад 1956 — травень 1959 — адмірал Харламов Микола Михайлович
- травень 1959 — січень 1967 — адмірал Орел Олександр Євстахійович
- січень 1967 — вересень 1975 — адмірал Михайлін Володимир Васильович
- вересень 1975 — червень 1978 — віцеадмірал Косов Анатолій Михайлович
- червень 1978 — лютий 1981 — адмірал Сидоров Володимир Васильович
- лютий 1981 — лютий 1985 — адмірал Капітанець Іван Матвійович
- лютий — грудень 1985 — адмірал Макаров Костянтин Валентинович
- січень 1985 — серпень 1991 —  адмірал Іванов Віталій Павлович
- вересень 1991 — листопад 2000 — адмірал Єгоров Володимир Григорович